# Anton Innauer
Anton ("Toni") Innauer (Bezau, 1 april 1958) is een Oostenrijkse voormalige skispringer en latere skispringtrainer.
Hij boekte zijn grootste successen tussen 1975 en 1980. Op de Olympische Winterspelen 1976 in Innsbruck won hij de zilveren medaille op de grote schans, achter zijn landgenoot Karl Schnabl. Vier jaar later, op de winterspelen van 1980 in Lake Placid, werd hij olympisch kampioen op de normale schans. Hij werd dat jaar verkozen tot Oostenrijks sportman van het jaar.
In 1976 verbeterde hij tweemaal het wereldrecord skivliegen, eerst tot 174 meter en daarna tot 176 meter.
Innauer was ook de eerste skispringer die een perfecte jurywaardering kreeg voor een sprong: vijfmaal twintig punten, tijdens een wedstrijd skivliegen in Oberstdorf in 1976.
In het eerste seizoen van de wereldbeker skispringen, 1979/1980, behaalde hij twee wereldbekeroverwinningen: in Cortina d'Ampezzo (27 december 1979) en Engelberg (2 maart 1980). Hij werd negende in het eindklassement.
Na zijn sportieve loopbaan maakte Innauer zijn studies af (filosofie, psychologie en sportwetenschappen). In 1987 werd hij skispringtrainer en van 1989 tot 1992 was hij de hoofdtrainer van het Oostenrijkse nationale team. In 1993 werd hij directeur voor het noordse skiën in de Oostenrijkse skibond ÖSV. In 2001 werd hij opnieuw bondscoach om de verongelukte coach Alois Lipburger te vervangen. Na het seizoen 2001/02 gaf hij deze functie door aan Hannu Lepistö en nam hij zijn vorige functie, als directeur van de afdeling skispringen en noordse combinatie, weer op.
| Logo van de Olympische Spelen | Goud | Zilver | Brons | Logo van de Olympische Spelen |
|                               | 1    | 1      | 0     |                               |

1964: Veikko Kankkonen ·
1968: Jiří Raška ·
1972: Yukio Kasaya ·
1976: Hans-Georg Aschenbach ·
1980: Anton Innauer ·
1984: Jens Weißflog ·
1988: Matti Nykänen ·
1992: Ernst Vettori ·
1994: Espen Bredesen ·
1998: Jani Soininen ·
2002: Simon Ammann ·
2006: Lars Bystøl ·
2010: Simon Ammann ·
2014: Kamil Stoch ·
2018: Andreas Wellinger ·
2022: Ryoyu Kobayashi
- Gemeinsame Normdatei: 119312166
- International Standard Name Identifier: 0000 0000 1193 0474
- Virtual International Authority File: 311575348
- WorldCat: E39PBJjxxrWFCpCxkpRqtcHXBP